# 红花五味子
红花五味子（学名：Schisandra rubriflora）为五味子科五味子属下的一个种。